# (1756) Giacobini
(1756) Giacobini ist ein Asteroid des Hauptgürtels, der am 24. Dezember 1937 von dem französischen Astronomen André Patry in Nizza entdeckt wurde.
Die Namensgebung des Asteroiden wurde zu Ehren des französischen Astronomen Michel Giacobini gewählt.